# Köprübaşı (Manisa)

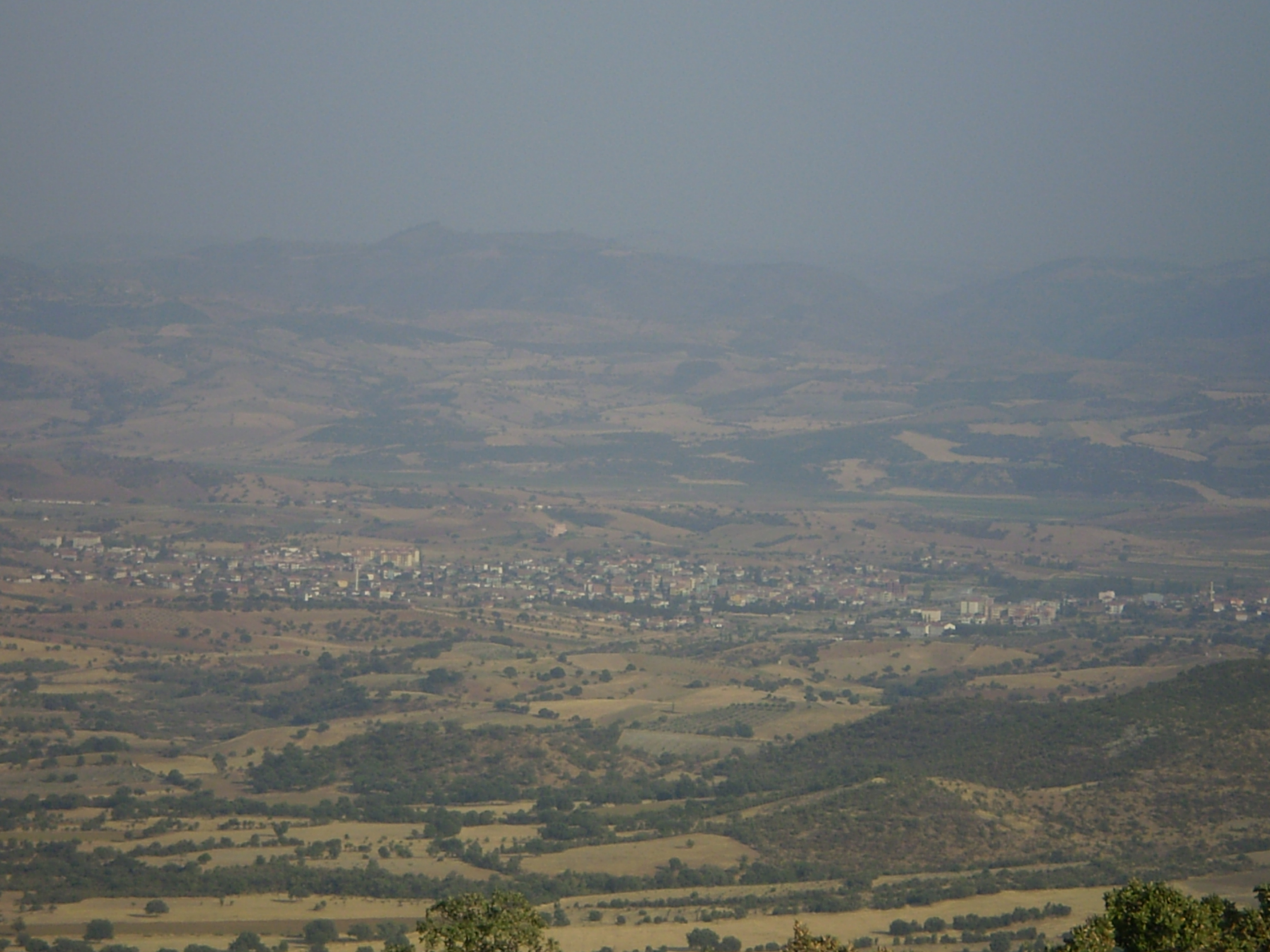
Köprübaşı

Köprübaşı ist eine Stadtgemeinde (Belediye) im gleichnamigen Ilçe (Landkreis) der Provinz Manisa in der türkischen Ägäisregion und gleichzeitig eine Gemeinde der 2012 geschaffenen Büyüksehir belediyesi Manisa (Großstadtgemeinde/Metropolprovinz) in der Türkei. Seit der Gebietsreform 2013 ist die Gemeinde flächen- und einwohnermäßig identisch mit dem Landkreis.
Köprübaşı liegt etwa 90 Kilometer östlich des Zentrums der Provinzhauptstadt Manisa. Die im Stadtlogo manifestierte Jahreszahl (1968) dürfte ein Hinweis auf das Jahr der Erhebung zur Stadtgemeinde (Belediye) sein.
Der Landkreis ist der bevölkerungsärmste der Provinz/Büyüksehir und liegt im östlichen Zentrum dieser. Er grenzt im Osten an Demirci, im Süden an Salihli und im Nordwesten an Gördes. Durch die Stadt führt die Straße D-585 von Salihli nach Demirci. Im Süden des Kreises ist der Fluss Gediz mit einem Nebenfluss zum Stausee Demirköprü Barajı aufgestaut.
Durch das Gesetz Nr. 3644, veröffentlicht im Amtsblatt Nr. 20523, wurde der Landkreis Köprübaşı 1990 gegründet. Er wurde aus 30 Dörfern und der Gemeinde Köprübaşı aus dem Kreis Gördes sowie einem Dorf aus dem Kreis Salihli gebildet.
(Bis) Ende 2012 bestand der Landkreis aus der Kreisstadt und 29 Dörfern (Köy), die während der Verwaltungsreform 2013 in Mahalle (Stadtviertel/Ortsteile) überführt wurden. Die sieben bestehenden Mahalle der Kreisstadt blieben erhalten. Durch Herabstufung der Dörfer zu Mahalle stieg deren Zahl auf 36 an. Ihnen steht ein Muhtar als oberster Beamter vor. 
Ende 2020 lebten durchschnittlich 282 Menschen in jedem der Mahalle, 2.256 Einwohner im bevölkerungsreichsten (Borlu Mah.).